# Мститель бросает вызов городу
Мститель бросает вызов городу (Синдикат садистов) (итал. Il giustiziere sfida la città) — итальянский кинофильм 1975 года режиссёра Умберто Ленци.

## Сюжет
Рамбо (итал. Rambo), явно исправившийся бывший бандит, возвращается в Милан, чтобы навестить своего старого друга Пино Скалиа (итал. Pino Scalia) и его семью. Сейчас Пино работает в частном охранном агентстве и он, зная, что Рамбо, похоже, окончательно покончил со своим прошлым, пытается вовлечь его в свой бизнес, но тот не проявляет к этому виду никакого интереса. жизни. В своих странствиях среди старых друзей Рамбо также находит Флору (итал. Flora), стриптизёршу, с которой у него были отношения и которая до сих пор любит его. Жизнь Рамбо, кажется, идёт по нормальному пути, но Пино убит, когда он расследовал похищение Джанпьеро (итал. Gianpiero), сына доктора Марсили (итал. Marsili). Это заставляет Рамбо преследовать убийцу.
Поэтому, чтобы найти поддержку, он идёт к старому боссу мафии Дону Патерно (итал. Don Paternò), с которым он обменивается мнениями. Обнаружив и убив убийцу своего друга, он оказывается в центре войны между бандой Патерно и бандой Конти (итал. Conti), виновного в похищении. Однако вскоре обе организации решают заключить перемирие, чтобы устранить его. Во время поисков убита Флора, которая отказывается сообщить об убежище мафиозной группировке.
Спасаясь от членов двух банд, мститель находит способ вывести полицию на след похитителей и после первой неудачной попытки спасает ребёнка. Сын Патерно, несмотря на совет отца, все ещё намеревается убить Рамбо, но погибает в перестрелке. Пожилой крестный отец теперь один, и совершает самоубийство. Теперь мститель свёл счеты и, подарив Луиджино Скалиа (итал. Luigino Scalia), потерявшему отца, небольшой мотоцикл, покидает город, возможно, навсегда.